# Mesenchytraeus solifugus
Mesenchytraeus solifugus – gatunek skąposzczeta z rodziny wazonkowcowatych (Enchytraeidae) licznie występujący na przybrzeżnych lodowcach Alaski po północno-zachodnią Amerykę. Jest jednym z nielicznych wielokomórkowców żyjących wyłącznie na śniegu lub lodzie. Aktywność tego organizmu wzrasta wraz ze spadkiem temperatury otoczenia. 
Ciało o długości około 10 mm i średnicy około 1 mm ma ciemne, czerwono-brązowe lub czarne ubarwienie. Pokarm tego skąposzczeta stanowią żyjące na śniegu glony oraz pyłki roślinne nawiewane przez wiatr. Liczebność jego występowania w niektórych miejscach sięga około 2600 osobników na 1 m².